# Happythankyoumoreplease
Happythankyoumoreplease é um filme de comédia e drama de 2010, escrito e dirigido por Josh Radnor, em sua estréia como diretor. O filme é estrelado por Malin Åkerman, Kate Mara, Zoe Kazan, Michael Algieri, Pablo Schreiber e Tony Hale e conta a história de um grupo de jovens de Nova Iorque, lutando para equilibrar sua vida amorosas e as amizades.
Happythankyoumoreplease estreou no 26° Festival de Cinema de Sundance, em 2010, onde ganhou o "Prémio do Público" e foi ainda indicado para o 'Grande Prêmio do Júri', mas perdeu. Em 4 de março 2011, foi lançado nos cinemas em Los Angeles e Nova York.

## Elenco
- Josh Radnor como Sam Wexler
- Malin Åkerman como Annie
- Kate Mara como Mississippi
- Pablo Schreiber como Charlie
- Zoe Kazan como Mary Catherine
- Michael Algieri como Rasheen
- Tony Hale como Sam Segundo
- Bram Barouh como Spencer
- Dana Barron como o ginecologista
- Sunah Bilsted como recepcionista
- Jimmy Gary Jr. como policial
- Richard Jenkins como Paul Gertmanian
- Marna Kohn como Melissa

## Produção
Radnor escreveu o filme enquanto trabalhava na primeira e segunda temporada da sitcom How I Met Your Mother que é exibida na CBS. Fez os papéis para os atores, escreveu revisões e procurou por dois anos financiamento. Radnor recebeu financiamento em abril de 2009 e começou a filmar em julho de 2009 em Nova Iorque, após seis semanas de pré-produção. O filme foi selecionado para o 26° Festival de Cinema de Sundance, onde estreou em 22 de janeiro de 2010. Happythankyoumoreplease ganhou o "Prêmio do Público" como o longa-metragem de drama favorito nos Estados Unidos.

## Lançamento

### Estados Unidos
O filme estreou durante o Festival de Cinema de Sundance de 26 a 21 de janeiro de 2010 e depois até 31 de janeiro, em Park City, Utah. O filme foi apresentado no Gen Art Film Festival em Nova Iorque, no dia 7 de abril de 2010. O protagonista Malin Åkerman promoveu o filme com aparições no Lopez Tonight e Late Late Show with Craig Ferguson.
Foi lançado nos cinemas de Nova Iorque e Los Angeles em 4 de março de 2011. O filme arrecadou US $216.110 nos Estados Unidos.
Foi lançado pela Anchor Bay Entertainment em DVD e Blu-ray disc em 21 de junho de 2011.

### Outros territórios
Um mês após seu lançamento nos Estados Unidos, Happythankyoumoreplease foi lançado na Espanha, onde ele teve uma receita comparativamente melhor, com $551.472 de bilheteria.
No território brasileiro Happythankyoumoreplease, foi lançado com o título Tudo Acontece em Nova York, somente em home-video.
Ao longo dos meses seguintes, foi lançado na Bélgica, Polônia, Turquia e Grécia.